# Język ndande
Język ndande albo nandi – język z rodziny bantu, używany w Demokratycznej Republice Konga i Ugandzie. W 1991 roku liczba mówiących wynosiła ok. 903 tysięcy.